# Gibibyte
Un gibibyte (la contracció de giga binari i byte) és una unitat d'informació o d'emmagatzemament informàtic, abreujada com a GiB.
1 gibibyte = 2³⁰bytes = 1.073.741.824 bytes
El gibibyte està relacionat amb el gigabyte, aquest últim es pot fer servir com a sinònim de gibibyte o per indicar 10⁹ bytes = 1000000000 bytes. Aquest nou prefix de byte es fa servir per evitar aquesta confusió.